# 유진 제노비스
유진 도미닉 제노비스(Eugene Dominic Genovese, 1930년 5월 19일 – 2012년 9월 26일)는 미국 남부와 미국의 노예 제도를 연구한 미국의 역사학자이다. 그는 남부의 농장주와 노예 사이의 관계와 권력, 계급에 대한 연구에 마르크스주의적 관점을 도입한 것으로 널리 알려져 있다. 그의 저서 《Roll, Jordan, Roll: The World the Slaves Made》는 반크로프트 상을 수상했다. 그는 후일 마르크스주의적 관점을 버리고 전통적 보수주의를 받아들였다.
그는 냉전 기간에 활동했으므로, 그의 정치적 신념에 대해서는 많은 논란이 있어왔다.
유진 D. 제노비즈는 1960년대를 풍미한 미국의 대표적인 좌파 지식인이다. 브루클린 칼리지 재학 시절인 1950년대 초부터 약관의 나이로 미국사에 대한 독자적인 관점을 개진해 주목을 받았다. 미국 좌파 역사가들(New Left Historians) 중 최고의 학문적 수준에 이르렀다고 평가받은 역사학자이지만, 우리에겐 예나 지금이나 낯선 인물이다.
인문학, 특히 역사학 연구의 의의에 대한 그의 시각은 우리에게도 빛을 던져준다. 그는 자신의 글이 순수한 학문적 성과물이자 동시에 그 자체로서 정치 참여라고 밝힌다. 연구 활동이 곧 정치 참여라는 말이다. 그는 이런 관점에서 1960년대 같은 좌파 진영 지식인들을 질타한다. 사회주의 지식인의 임무에 대해 입장이 달랐기 때문이다.
첫째, 당시 좌파 지식인들은 베트남 어린이들이 미 공군의 네이팜탄 폭격으로 무참히 죽어 가는 상황에서 한가히 연구실에 앉아 참혹한 현실과 무관한 중세사 따위나 연구할 수 있느냐는 입장이었다(Children-are-be4ing-napalmed argument). 대학을 포함한 모든 연구기관은 마땅히 정치화되어야 하며, 지식인과 대학생은 뛰쳐나가 시위에 가담해야 한다는 것이다.
둘째, 학문은 그 주제가 마땅히 ‘정치적 관련성’(political relevance)을 가져야 한다는 입장이다. 특히 현실 정치와의 관련성이 높은 현대사 전공자들이 이런 입장을 취했다. 그 결과 고대사와 중세사의 일부 선별된 주제, 그리고 근대사와 현대사만이 가까스로 연구할 가치가 있는 것으로 인정받았다.
두 관점은 모든 사회주의 지식인이 ‘정치적 행동주의자’가 되어야 하며, 역사학은 비근한 정치 현실과 관련성을 갖는 분야에 연구 주제가 국한되어야 한다는 것으로 요약된다. 하지만 제노비즈는 이들을 니힐리스트, 몽상가로 규정한다. 그에 의하면, 인류 역사상 단 1년도 베트남전에서 저질러진 것과 같은 잔학 행위가 저질러지지 않았던 때는 없었다. 부당한 억압이 끊임없이 자행되어왔는데도 특정 현안에만 집중하는 것은 근시안적 대증요법에 불과하다는 것이다.
제노비즈에 따르면 현실의 야만주의는 국민문화와 도덕성의 타락이라는 뿌리에서 자라난 곁가지에 불과했다. 그러므로 인문학, 특히 역사학 연구는 우리 시대의 야만주의에 저항하여 휴머니티를 옹호하는데 기여한다고 말한다. 인문학 연구 활동은 현실의 부조리와 모순에 맞서 싸우는 사회주의 지식인이 떠맡아야 할 중대 임무라는 것이다. 그는 미국 사회에서 인문학이 처한 심각한 위기상황을 고려할 때, 정치적 관련성을 내세우며 학자의 일상적 업무인 연구 활동을 위선으로 간주하는 역사학자는 사실상 국민문화 타락의 선봉에 서있다고 말한다.
그러므로 대학에 몸담은 사회주의 지식인은 그가 소망하는 미래의 사회상에 부합하는 세계관을 정립하는 작업에 힘써야 한다. 지적 노력은 아무리 정치 투쟁과 거리가 먼 온건하고 사소한 것일지라도 ‘정치적 관련성’을 갖는다는 설명이다.
그는 사회주의 지식인이 보수 ·자유주의 진영에 맞서 오직 사회주의 처방만이 현대 미국의 야만주의를 치유할 수 있다는 주장을 하려면, 정치적 행동에 의해서가 아니라 지식인으로서 창조적인 작업에 의해 그들과 겨뤄야 한다고 말한다. 그러기 위해서 대학은 당연히 비(非)정치화되어야 한다. 제노비즈의 뇌리에는 ‘폴리페서’가 들어설 자리가 없다.
제노비즈는 60년대 미국 좌파 역사학자들의 지적 성취가 매우 빈약하다고 개탄하면서, 사회주의를 진지하게 생각하는 사람이라면 마땅히 상대 진영(보수 ·자유주의 진영)의 우수한 지성에게서 배워야 한다고 주장하기도 했다. 진영논리를 초월한 이런 자세는 좌 ·우를 떠나 모든 지식인이 공유해야 할 덕목이 아닐까.

## 참고 문헌
- Hudson, Cheryl; Namusoke, Eva (2017). An Analysis of Eugene Genovese's Roll, Jordan, Roll: The World the Slaves Made. CRC Press. p. 100. ISBN 9781351351058.